# 堀博昭
堀 博昭（ほり ひろあき、1974年 - ）は、日本の漫画家。愛称はPOLINKY（ポリンキー）であり、著作名にはこちらのルビが振られているものがある（ただし漢字の読みは冒頭の通り「ほり ひろあき」）。

## 人物
日本拳法をやっており格闘技に興味があった。橋本真也VS小川直也戦あたりをきっかけにプロレスが好きになり、WJプロレスの大ファンとなる。ただし生観戦歴はなく、『週刊プロレス』に興味深い個所も載らないため、おもに2ちゃんねるマグマスレ、およびまとめサイト「マグマ」を見て楽しんでいた。プロレスファンとしての思いの集大成、世間に残したいという使命感として2017年より『うららちゃんはプロレスなんて大嫌い!』を執筆。

## 作品リスト
表紙に「POLINKY」（または「Polinky」）表記のある作品には「※」を記載。

### 成人向け漫画
1. 『メイド無敵味』 （2001年9月発売、ワニマガジン社〈ワニマガジンコミックス〉、ISBN 4-89829-903-2） ※
2. 『ネコ耳大戦』 （2003年3月発売、ワニマガジン社〈ワニマガジンコミックス〉、ISBN 4-89829-940-7） ※
3. 『女教師亮子の穴』 （2004年9月発売、ワニマガジン社〈ワニマガジンコミックス〉、ISBN 4-89829-956-3） ※
4. 『悦淫奇譚』 （2006年6月9日発売[2]、ティーアイネット〈MUJIN COMICS〉、ISBN 4-88774-188-X）
5. 『OL召し上がれ』 （2007年8月28日発売[3]、双葉社〈アクションコミックス〉、ISBN 978-4-57583-398-0）
6. 『烙淫学園』[4] （2007年10月発売、クロエ出版〈真激COMICS〉、ISBN 978-4-90371-411-0）
7. 『僕の愛玩具』[5] （2008年9月発売、クロエ出版〈真激COMICS〉、ISBN 978-4-90371-421-9）
8. 『昇天彼女』[6] （2009年7月発売、クロエ出版〈真激COMICS〉、ISBN 978-4-90371-431-8）
9. 『誘蛾灯』 （2010年7月17日発売[7]、コアマガジン〈メガストアコミックス271〉、ISBN 978-4-86252-892-6）
10. 『あああん女神様』 （2010年10月1日発売[8]、クロエ出版〈真激COMICS〉、ISBN 978-4-90371-446-2）
11. 『キス×アス』[9] （2011年3月1日発売[10]、ワニマガジン社〈ワニマガジンコミックススペシャル〉、ISBN 978-4-86269-160-6）
12. 『DEBUT』 （2012年8月18日発売[11]、コアマガジン〈メガストアコミックス353〉、ISBN 978-4-86436-370-9）
13. 『白昼夢 -肉に堕つ-』 （2012年1月6日発売[12]、クロエ出版〈真激COMICS〉、ISBN 978-4-90371-460-8）
14. 『咲姫 〜家族迷宮〜』 （2013年11月1日発売[13]、クロエ出版〈真激COMICS〉、ISBN 978-4-90371-485-1）
15. 『ココロチェンジ』[14] （2014年1月31日発売[15]、ワニマガジン社〈ワニマガジンコミックススペシャル〉、ISBN 978-4-86269-288-7）
16. 『メスオチZ〜強制妊活配合図鑑〜』 （2015年8月6日発売[16]、クロエ出版〈真激COMICS〉、ISBN 978-4-90809-910-6）
17. 『痴女ACT!』[17] （2015年11月30日発売[18]、ワニマガジン社〈ワニマガジンコミックススペシャル〉、ISBN 978-4-86269-402-7） ※
18. 『妹だけどお兄ちゃん、 Hしよ！Hしよ！Hしようよ！』 （2017年4月7日発売[19]、クロエ出版〈真激COMICS〉、ISBN 978-4-90809-932-8）
19. 『ハーレムパコパコ愛好会』[20] （2017年12月20日発売[21]、ワニマガジン社〈ワニマガジンコミックススペシャル〉、ISBN 978-4-86269-532-1） ※
20. 『大嫌いなアイツの本気ピストン』 （2019年8月2日発売[22]、クロエ出版〈真激COMICS〉、ISBN 978-4-90809-972-4）
21. 『おちんちんレンタル』 （2019年10月31日発売[23]、ワニマガジン社〈ワニマガジンコミックススペシャル〉、ISBN 978-4-86269-673-1） ※
  - おちんちんレンタル〜人妻 美咲31歳〜 （『COMIC失楽天』 2018年7月号）
  - おちんちんレンタル〜人妻 里美33歳〜 （『COMIC失楽天』 2018年9月号）
  - おちんちんレンタル〜十文字母娘〜 （『COMIC失楽天』 2018年11月号）
  - おちんちんレンタル〜幼妻 佳〜 （『COMIC失楽天』 2019年3月号）
  - おちんちんレンタル〜OL 都26歳〜 （『COMIC失楽天』 2019年5月号）
  - おちんちんレンタル〜肉食女子 世羅つばめ27歳〜 （『COMIC失楽天』 2019年7月号）
  - 甘露〜かんろ〜 （『COMIC失楽天』 2019年1月号）
  - MCA again （『COMIC失楽天』 2018年1月号）
22. 『家出女を拾ったら』 （2021年5月31日発売[24]、ワニマガジン社〈ワニマガジンコミックススペシャル〉、ISBN 978-4-86269-783-7） ※
  - 大人の家出 前編 （『COMIC失楽天』 2021年2月号）
  - 大人の家出 中編 （『COMIC失楽天』 2021年3月号）
  - 大人の家出 後編 （『COMIC失楽天』 2021年4月号）
  - 家出娘せいさい記 （『COMIC失楽天』 2020年8月号）
  - SEXコミュニケーション〜出張先のW上司と〜 （『COMIC失楽天』 2020年12月号）
  - Drunk Princess （『COMIC失楽天』 2020年10月号）
  - うつりぎ （『COMIC失楽天』 2020年6月号）

### 一般向け漫画
- 『絶頂!!パワフル女子寮』 （2005年2月25日発売[25]、少年画報社『ヤングコミック』、〈ヤングコミックコミックス〉、ISBN 4-7859-2517-5） ※
- 『○秘（マルひ）どっきんリポート』 （2006年4月10日発売[26]、少年画報社『ヤングコミック』、〈ヤングコミックコミックス〉、ISBN 4-7859-2631-7）※
- 『ポエポエ』 （2008年5月26日発売[27]、少年画報社『ヤングコミック』、〈ヤングコミックコミックス〉、ISBN 978-4-7859-2966-4） ※
- 『妹♥だ〜りん』 （2010年2月22日発売[28]、少年画報社〈ヤングコミックコミックス〉、ISBN 978-4-7859-3323-4） ※
- 『百武さんちの静さん』 （2010年12月24日発売[29]、少年画報社〈ヤングコミックコミックス〉、ISBN 978-4-7859-3542-9） ※
- 『迎撃商店街』 （少年画報社『ヤングコミック』、〈ヤングコミックコミックス〉、全2巻）
  - 2011年12月9日発売[30]、ISBN 978-4-7859-3748-5 ※
  - 2012年11月9日発売、ISBN 978-4-7859-3958-8 ※
- 『吾輩は××である』 （2013年1月19日発売、少年画報社『ヤングコミック』、〈ヤングキングコミックス〉、ISBN 978-4-7859-4004-1） ※
- 『わが闘争 妹のためなら世界を粛清してもいいよね!』 （双葉社『漫画アクション』、〈アクションコミックス〉、全3巻）[31]
  - 2014年6月10日発売[32]、ISBN 978-4-575-84423-8
  - 2014年12月10日発売[33]、ISBN 978-4-575-84548-8
  - 2015年6月10日発売[34]、ISBN 978-4-575-84631-7
- 『うららちゃんはプロレスなんて大嫌い!』 （秋田書店『マンガクロス』2017年2月7日 - 2019年6月4日、全28話、全2巻）[35][36] ※
- 『抱き枕の僕』 （2019年3月6日発売[37]、秋田書店『月刊少年チャンピオン』4月号、読み切り）
- 『魔女ノ湯』 （少年画報社〈ヤングキングコミックス〉、全2巻）
  1. 2020年6月10日発売[38]、ISBN 978-4-7859-6666-9 ※
  2. 2021年2月10日発売[39]、ISBN 978-4-7859-6858-8 ※
- 『私刑囚 ―異常犯罪者の末路―』 （少年画報社『ヤングキングアワーズGH』2021年6月号[40] - 2023年4月号、全19話、全3巻）
  1. 2021年12月16日発売[41]、ISBN 978-4-7859-7055-0
  2. 2022年7月14日発売[42]、ISBN 978-4-7859-7187-8
  3. 2023年6月15日発売[43]、ISBN 978-4-7859-7415-2